# Bena bicolorana
Bena bicolorana là một loài bướm đêm thuộc họ Nolidae. Nó được tìm thấy ở châu Âu.
Sải cánh dài 40–50 mm. Con trưởng thành bay làm một đợt from giữa tháng 6 đến tháng 8 .
Ấu trùng ăn sồi.

## Hình ảnh

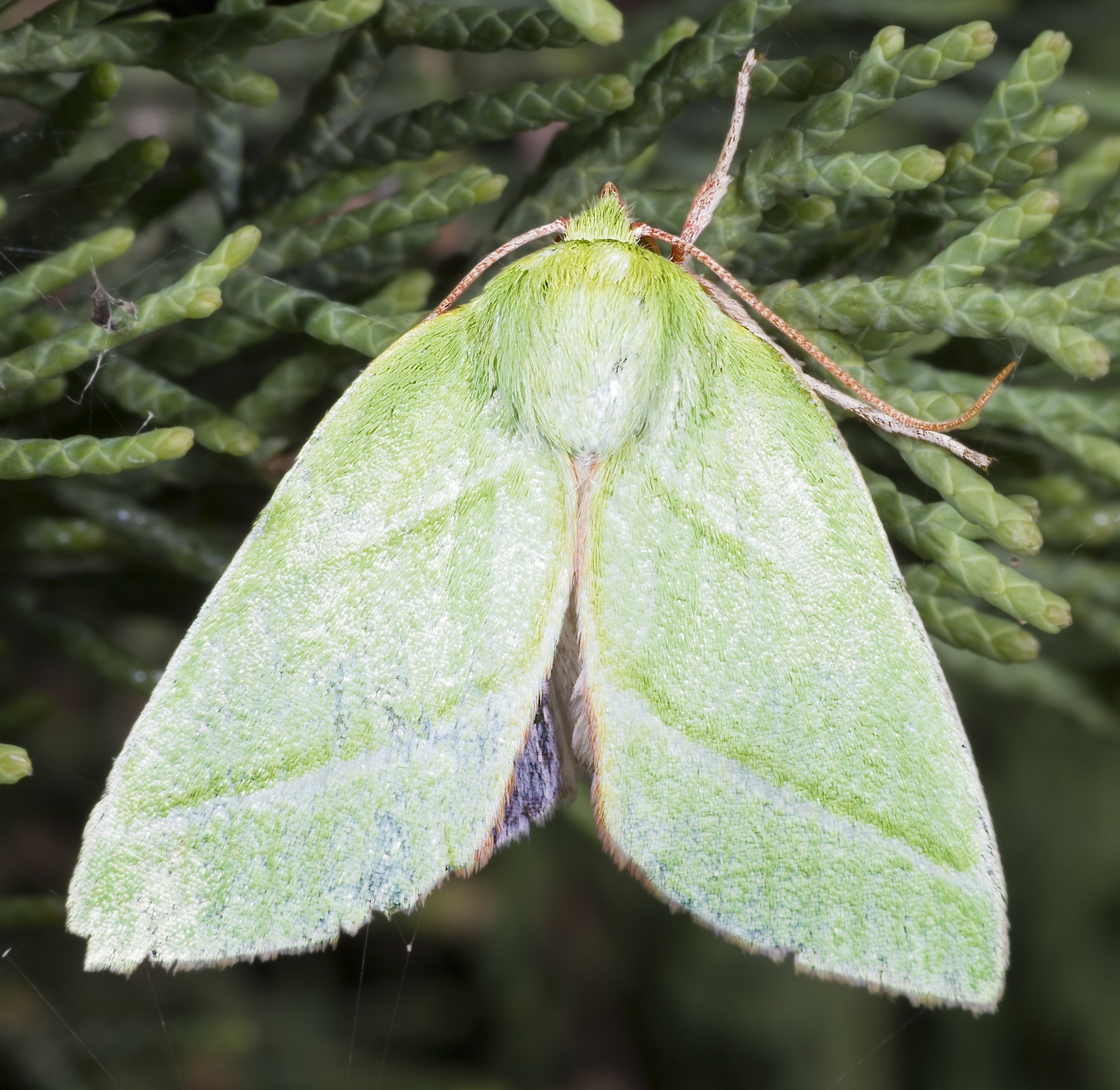
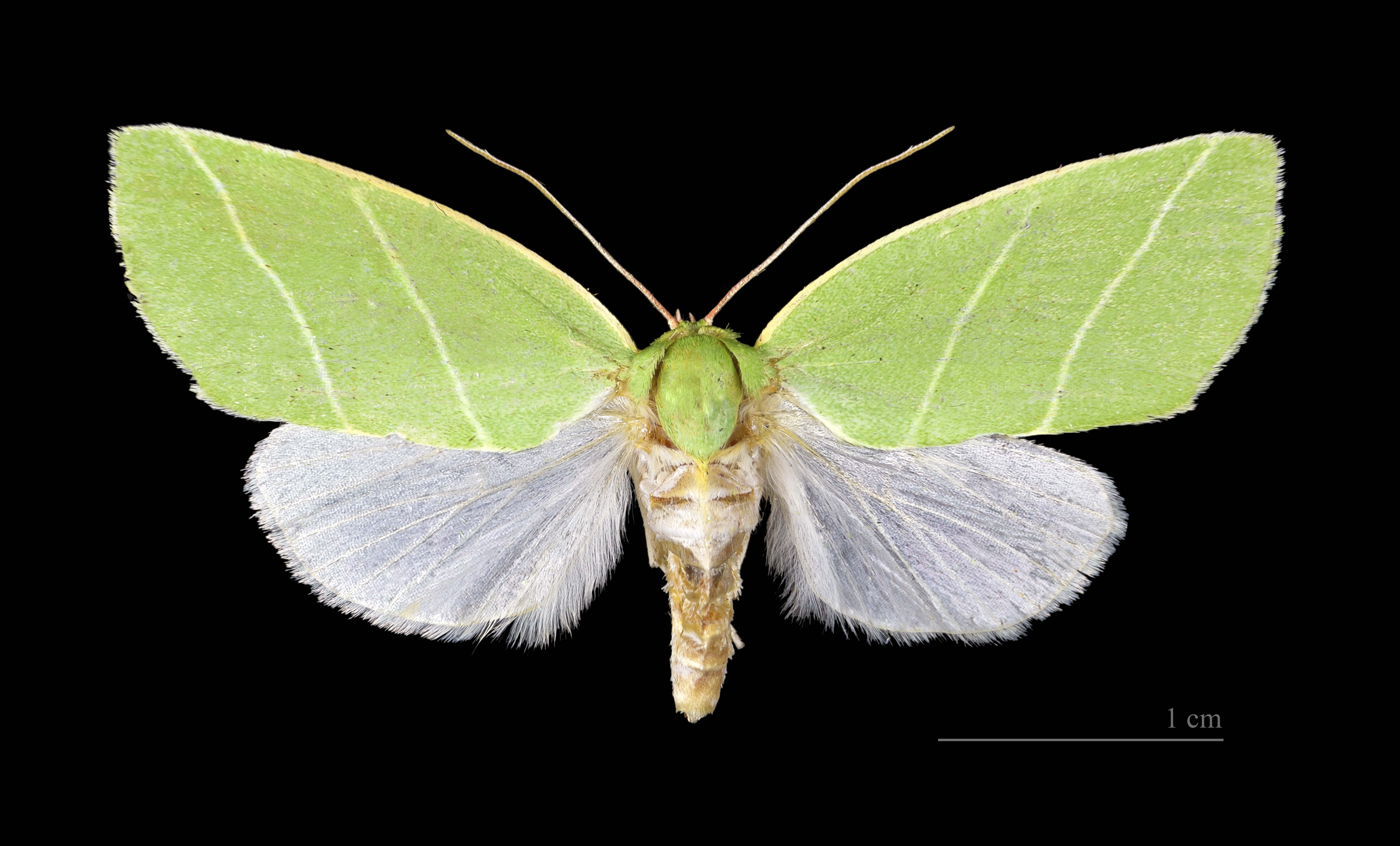
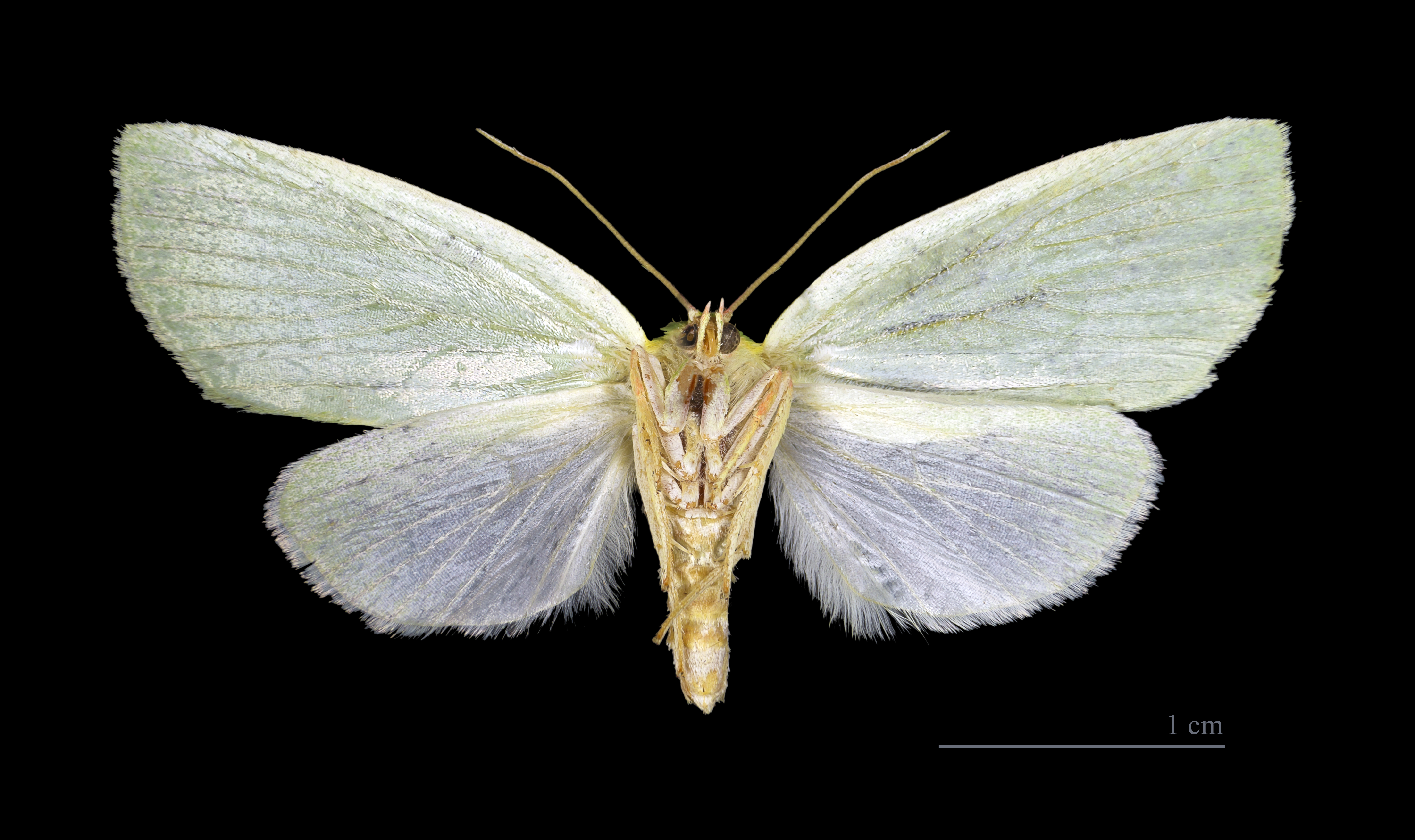
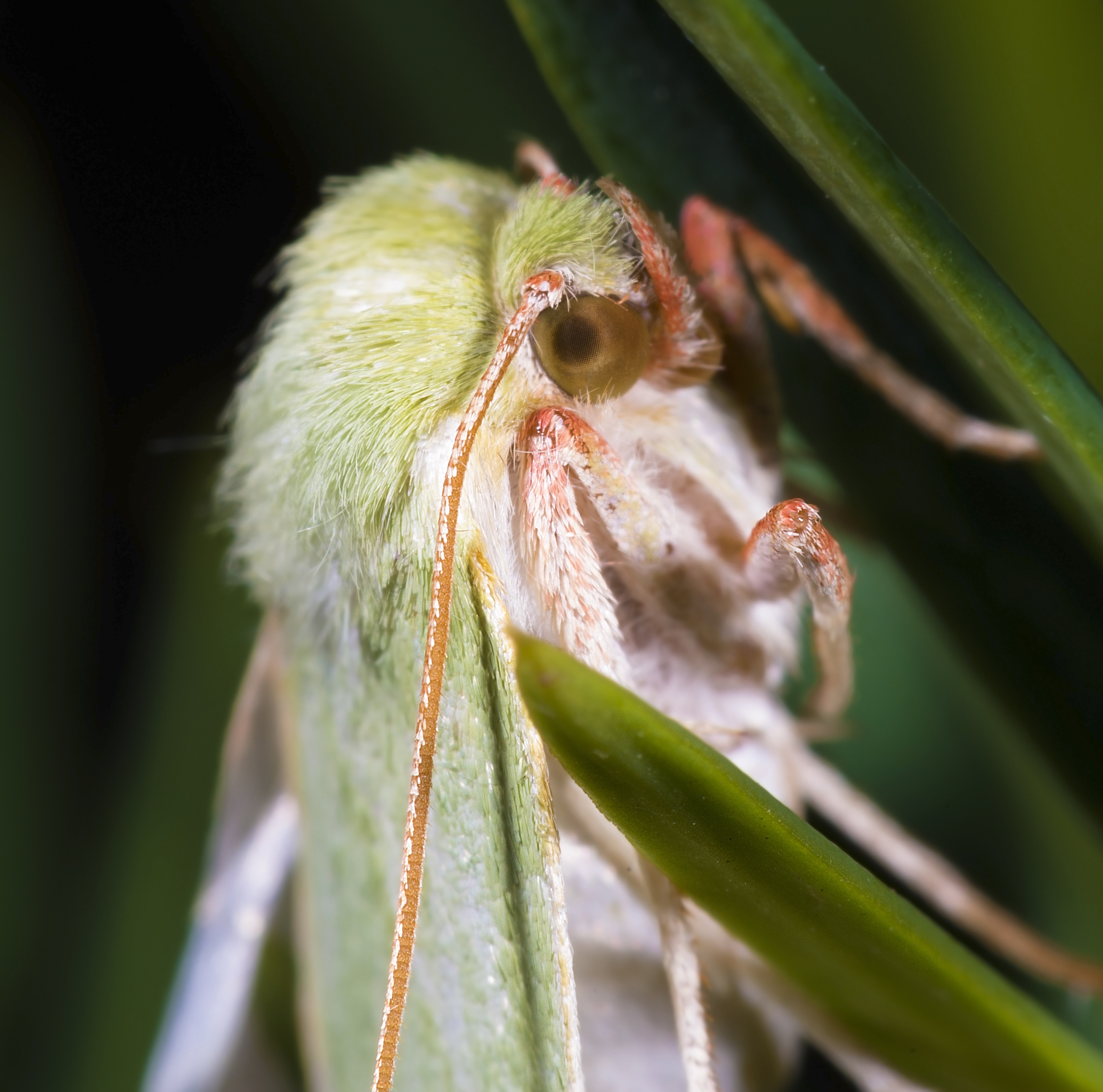